# Dranem amoureux de Cléopâtre
 (juillet 2025).
Pour plus de détails, voir Fiche technique et Distribution.
Dranem amoureux de Cléopâtre est un film muet français réalisé par Roger Lion et sorti en 1916.

## Fiche technique
Source IMDb
- Réalisation : Roger Lion
- Pays de production : France
- Format : Noir et blanc - muet - 1,33:1 - 35 mm
- Genre : court métrage comique
- Date de sortie : France : 1916

## Distribution
Source IMDb
- Dranem
- Mado Minty
- Georges Biscot